# ميكيلي كوكس
ميكيلي كوكس (بالإنجليزية: Michele Cox)‏ (9 أكتوبر 1968 في نيوزيلندا - ) هي لاعبة كرة قدم نيوزلندية في مركز الوسط. شاركت مع منتخب نيوزيلندا الوطني لكرة القدم للنساء.